# El efecto mariposa (película de 1995)
El efecto mariposa es una película dirigida por Fernando Colomo en 1995.

## Argumento
Luis (Coque Malla) tiene 20 años, y con el fin de estudiar Economía viaja a Londres, en compañía de Noelia (Rosa María Sardà), su madre. Quien les recibe es la hermana menor de Noelia, Olivia (María Barranco), que está casada con Duncan (Peter Sullivan), un actor en paro. Luis alquilará una habitación a Oswald (James Fleet), vecino de Olivia, alguien un tanto extraño, muy amante de la teoría del caos de Edward Lorenz. Noelia, tras poco tiempo en Londres, regresa a España, después de pedir a su hermana que espabile un poco a Luis. Olivia sigue el consejo, mas entre tía y sobrino ocurre un romance que peligrará por el regreso de Noelia.

## Banda sonora
Editada por PolyGram Ibérica, S.A. en 1995 con el número de serie 532 019-2
1. El efecto mariposa (Ketama)
2. Struggling (Tricky)
3. Yo pedí una rosa (Ketama)
4. Taxi (Dollar)
5. Sitting in limbo (Jimmy Cliff)
6. Fun for me (Moloko)
7. El destino es poesía (Ketama)
8. The way you are (Lighthouse Family)
9. Day for night (Moloko)
10. Women take over (Poody)

## Reparto
| Intérprete          | Personaje                                    |
| ------------------- | -------------------------------------------- |
| Coque Malla         | Luis                                         |
| María Barranco      | Olivia                                       |
| Rosa Maria Sardà    | Noelia                                       |
| Peter Sullivan      | Duncan McHale                                |
| James Fleet         | Oswald                                       |
| John Faal           | Nick                                         |
| Cécile Pallas       | Chantal Langlois                             |
| Raj Patel           | Pakistaní                                    |
| Sakuntala Ramanee   | Kamala                                       |
| Josep Maria Pou     | Rafa                                         |
| Pablo Colomo        | Nick mayor                                   |
| Gracia Olayo        | Azafata                                      |
| María José Lebrero  | Maid                                         |
| Roger Ennals        | Policía                                      |
| Karl Glenn Stimpson | Policía                                      |
| Charlotte Longfield | Recepcionista                                |
| Martin Carr         | Presentador en las celebraciones del milenio |
| Michael Summers     | Hombre en celebración                        |
| Harjit Singh        | Policía del carnaval                         |
| Indalecio Corugedo  | Profesor de economía                         |
| Antonio Carmona     | Antonio Carmona                              |
| José Miguel Carmona | José Miguel Carmona                          |
| Juan Carmona        | Juan Carmona                                 |
| Penélope Cruz       | Invitada a la fiesta                         |
| Lolita Flores       | Lolita Flores                                |

## ¿Dónde se rodó?
Se rodó en Madrid y Vauxhall Street, Kennington y Lambeth (Londres).
- Datos: Q3202821